# Marty Celay
Marty Celay est un guitariste-chanteur-compositeur et producteur italien.

## Biographie
Marty Celay a notamment participé à un album du groupe Chic Tongue in Chic en 1982.
Il a également sorti sous le pseudonyme Cela un titre disco en 1979 « I'm in love », lequel est peu connu du grand public, mais dont le vinyle original sorti sous le label Derby est très recherché par les amateurs de disco underground.
Le disc jockey Joey Negro a réédité ce titre que l'on peut retrouver sur la compilation, réalisée en collaboration avec Dimitri from Paris, « Kings of disco. »

## Discographie
- Cela - I'm in love (1979).